# Time (O. Torvald)
„Time” (srp. Vreme) je pesma ukrajinske grupe O. Torvald. Dana 17. februara 2017. Best Music objavio je pesmu. Pobedivši na ukrajinskom nacionalnom takmičenju 25. februara 2017. grupa je stekla pravo da predstavlja Ukrajinu na izboru za Pesmu Evrovizije 2017.

## Spisak pesama
| №  | Naziv | Trajanje |  |
| 1. |       | 3:06     |  |

## Istorija objave
| Regija      | Datum             | Format                | Izdavačka kuća |
| ----------- | ----------------- | --------------------- | -------------- |
| Širom sveta | 17. februar 2017. | Digitalno preuzimanje |                |

## Spoljašnje veze
- Snimak sa nacionalnog finala na Jutjubu